# برايان كول
برايان كول (بالإنجليزية: Brian Cole)‏ هو موسيقي أمريكي، ولد في 8 سبتمبر 1942 في تاكوما في الولايات المتحدة، وتوفي في 2 أغسطس 1972 في لوس أنجلوس في الولايات المتحدة بسبب جرعة زائدة.